# Esperantisto Slovaka
Esperantisto Slovaka (z esp ., Slovenský esperantista) je slovenský časopis vycházející od roku 1946 v esperantu. Časopis se zabývá slovenskými a esperantskými tématy, osobnostmi a událostmi. Jeho podtitulem je "social kaj kultura revue de esperantistoj en Slovakio" (sociální a kulturní revue esperantistů na Slovensku). Esperantisto Slovaka vychází čtvrtletně.
Časopis byl založen v roce 1946 Arnoštem Váňou. V roce 1951 bylo vydávání pozastaveno, obnoveno bylo v letech 1957-1958 pod názvem Esperanto en Slovakio (Esperanto na Slovensku). Později se název změnil na Esperanto (1960-1962), Esperanto-Agado (Esperantská činnost) (1963-1967). Od roku 1968 vychází pod svým současným názvem Esperantisto Slovaka.
Ve třetím čísle roce 2012 otevřeli redaktoři otázku zda bude Esperantisto Slovaka od roku 2013 vycházet jen elektronicky.